# Nizaam Carr
Pour les articles homonymes, voir Carr.

a Compétitions nationales et continentales officielles uniquement.

b Matchs officiels uniquement.
Dernière mise à jour le 5 août 2024.
Nizaam Carr, né le 4 avril 1991 au Cap (Afrique du Sud), est un joueur de rugby à XV international sud-africain, évoluant au poste de troisième ligne centre ou de troisième ligne aile. Il joue avec les Bulls en United Rugby Championship depuis 2022.

## Carrière

### En club
Nizaam Carr rejoint en 2007 l'académie de la Western Province, avec qui il fait toute sa formation.
Sa carrière professionnelle débute en 2011 avec la Western Province lorsqu'il est appelé à disputer la Currie Cup. Il fait ses débuts le 22 mars 2013 contre les Griquas. L'année suivante, il joue également en Vodacom Cup avec cette même équipe. En 2011, il dispute la Varsity Cup (en) (championnat universitaire sud-africain), avec l'équipe des UCT Ikey Tigers,.
En 2012, il rejoint la franchise des Stormers pour disputer le Super Rugby. Il joue son premier match le 16 mars 2012 contre les Blues.
En octobre 2017, il effectue une courte pige de trois mois avec le club anglais des Wasps.
Après être retourné aux Stormers pour disputer la saison 2018 de Super Rugby, il signe un nouveau contrat avec les Wasps, cette fois pour une longue durée. Il dispute quarante-cinq rencontres en deux saisons, et inscrit neuf essais.
En juin 2020, il retourne en Afrique du Sud et rejoint les Bulls, avec qui il dispute le Super Rugby Unlocked,. Il dispute également les saisons 2020-2021 et 2021 de Currie Cup avec les Blue Bulls.
Un an après son retour en Afrique du Sud, il rejoint à nouveau les Wasps à l'orée de la saison 2021-2022 de Premiership.
En novembre 2022, il est contraint de quitter le club anglais à la suite de son redressement judiciaire, et fait son retour dans la foulée au sein des Bulls, évoluant désormais en United Rugby Championship.

### En équipe nationale
Nizaam Carr joue avec la sélection scolaire sud-africaine en 2009.
Il joue avec l'équipe d'Afrique du Sud des moins de 20 ans dans le cadre du championnat du monde junior 2011,. Il joue alors aux côtés de futurs Springboks comme Eben Etzebeth ou Siya Kolisi.
Il est sélectionné pour la première fois avec les Springboks en octobre 2014 par le sélectionneur Heyneke Meyer. Il obtient sa première cape internationale le 22 novembre 2014 à l’occasion d’un match contre l'équipe d'Italie à Padoue. Il enchaine ensuite la semaine suivante contre le pays de Galles.
Il joue avec l'équipe d'Afrique du Sud A en juin 2016, à l'occasion d'une série de deux rencontres contre les England Saxons. Titulaire lors du premier match, il est ensuite remplaçant pour le second.
Plus tard en 2016, il rappelé en sélection nationale, après deux ans d'absence, afin de disputer la tournée d'automne en Europe, pendant laquelle il joue trois matchs,.

## Vie privée
Nizaam Carr est de confession musulmane, et il est le premier joueur de rugby musulman à être sélectionné en équipe d'Afrique du Sud.

## Palmarès

### En club
- Vainqueur de la Currie Cup en 2012, 2014 et 2017 avec la Western Province.
- Finaliste du United Rugby Championship en 2024 avec les Bulls.

## Statistiques
Au 5 août 2024, Nizaam Carr compte 5 capes en équipe d'Afrique du Sud, dont deux en tant que titulaire, depuis le 22 novembre 2016 contre l'équipe d'Italie à Padoue. 